# 中國國民黨中央委員會組織發展委員會婦女部
中國國民黨中央委員會組織發展委員會婦女部，簡稱國民黨婦女部，為中國國民黨中央委員會組織發展委員會轄下部門之一，負責婦女服務工作、婦女團體聯繫及婦女權益關注。現任主任為邱若華。

## 沿革
原為中國國民黨中央執行委員會婦女部。1950年中國國民黨遷臺後進行改造，成立中央第五組負責社會工作。1953年七屆三中全會設置中央婦女工作指導會議並設立婦女工作會，職司指導、主辦、襄助婦女工作之推展及婦女團體之黨團活動。2000年總統大選失利，婦工會改造縮編為組織發展委員會婦女部。